# 2776 Baikal
2776 Baikal este un asteroid din centura principală, descoperit pe 25 septembrie 1976, de Nikolai Cernîh.